# Asterix & Obelix: De strijd van de stamhoofden
Asterix & Obelix: De strijd van de stamhoofden (Frans: Astérix et Obélix: Le Combat des chefs) is een Franse 3D-animatieminiserie bestaande uit vijf afleveringen, gemaakt door Alain Chabat . De première op Netflix vond plaats op 30 april 2025. De serie is een bewerking van het Asterix-stripalbum De strijd van de stamhoofden (1966) van René Goscinny en Albert Uderzo. Het verhaal gaat over het onoverwinnelijke Gallische dorp dat te maken krijgt met een door de Romeinen georkestreerd "Groot Gevecht", terwijl hun druïde, Panoramix, zijn verstand verliest.

## Synopsis
In het jaar 50 voor Christus komt een Gallisch dorp dat zich verzet tegen de Romeinse bezetting in een crisis terecht wanneer Obelix per ongeluk een menhir bovenop Panoramix gooit. Hierdoor verliest de druïde zijn geheugen en het recept voor de magische drank die hen bovenmenselijke kracht geeft. Dit gebeurt op het slechtst denkbare moment, aangezien de Romeinen hebben besloten een oud Gallisch gebruik, de "Grote Strijd", in ere te herstellen door het dorpshoofd Heroïx te laten strijden tegen Nogalfix, een pro-Romeinse Gallische leider. Als Heroïx verliest, komt het dorp onder Romeinse controle. Om de onafhankelijkheid van het dorp te garanderen moeten Asterix en Obelix het Romeinse complot dwarsbomen en Panoramix' geestelijke gezondheid herstellen.

## Stemmen

### Originele Franstalige versie

#### Hoofdrolspelers
- Alain Chabat als Asterix, Nestorix en Twinpix, de scheidsrechter van het grote gevecht.
- Gilles Lellouche als Obelix
- Anaïs Demoustier als Metadata
- Laurent Lafitte als Julius Caesar
- Thierry Lhermitte als Panoramix
- Grégoire Ludig als Heroïx (Abraracourcix)
- Géraldine Nakache als Impedimenta
- Grégory Gadebois als Nogalfix
- Jean-Pascal Zadi als Potus

### Nederlandse versie
- Alexander de Bruijn als Asterix
- Ben Crowe als Obelix
- Rob van de Meeberg als Panoramix
- Tara Hetharia als Metadata
- Simon Zwiers als Heroïx
- Rosalie de Jong als Apothika
- Sander de Heer als Julius Caesar
- Peter van Rooijen als Potus
- Ruben Lürsen als Fastanfurius

### Vlaamse versie[3]
- Rik Verheye als Asterix
- Wim Opbrouck als Obelix
- Mike Wauters als Julius Caesar
- Tim Saey als Fastenfurius
- Jos Dom als Panoramix
- Pieter-Jan De Paepe als Potus
- Maja Van Honsté als Metadata en Forentientje
- Mil Keersmaekers als Nimbus
- Peter Van Gucht als Mamacaesar
- Johan De Paepe als Heroïx
- Dieter Troubleyn als Cotalus
- Ron Cornet als Allesokéfix
- Katrien De Becker als Bellefleur en Apotheka

## Ontvangst
Astérix & Obélix: De strijd van de stamhoofden kreeg over het algemeen positieve recensies, met name vanwege de levendige 3D-animatie, de getrouwe bewerking van de strip uit 1966 en de scherpe humor. Op Rotten Tomatoes is de serie opgemerkt vanwege zijn aantrekkingskracht op zowel critici als het publiek, waarbij recensenten de balans tussen nostalgie en modern verhalen vertellen benadrukten, hoewel de specifieke scores van de Tomatometer en Popcornmeter in mei 2025 nog niet openbaar waren gemaakt.